# Парламент Греції
Грецький парламент (грец. Βουλή των Ελλήνων) — законодавчий орган Греції, що нині займає Парламентський палац (колишній Королівський палац Оттона Баварського), розташований по проспекту Васіліссіс Софіас і обернений до площі Синтагма в Афінах. Парламент є однопалатним, складається з 300 депутатів, які обираються строком на 4 роки. Чинним головою є Філіппос Пецальнікос.

## Історія
Не зважаючи на те, що впродовж Грецької революції кілька разів скликались представницькі Національні збори, все ж перший парламент незалежної Грецької республіки був сформований лише 1843 р. після повстання 3 вересня, яке змусило короля Оттона проголосити конституційну монархію.
В 1911 році внаслідок перегляду Конституції були більш чітко виписані права людини, а також модернізовано інституції влади, серед яких і парламент. Після семи років диктатури військової хунти «чорних полковників» 8 грудня 1974 року проведено референдум, на який винесено питання про форму правління Грецької республіки. Більшість, а саме 69,18 % громадян, рішуче відмовились від конституційної монархії та висловились за парламентську республіку.

## Організація
Діяльність парламенту регулюється Президією (грец. Προεδρείο της Βουλής), яка складається із спікера, 5 віце-спікерів, 3 голови комітетів  та 6 секретарів. Президія «трипартійною» і формується таким чином, аби четвертий віце-спікер, 1 голова комітету та 1 секретар належали до головної опозиційної сили, 5 віце-спікер та 1 секретар — до наступної за численністю у парламенті опозиційної партії. Член Президії не може обіймати міністерську посаду, ні очільника міністерства, ні будь-яку іншу посаду, аби зберігати чіткий розподіл гілок влади та запобігати лобіюванню певних рішень у парламенті. Не зважаючи на те, що спікер та віце-спікери обираються на весь термін повноважень чинного парламенту, голови комітетів та секретарі обираються на термін кожної регулярної сесії парламенту.

## Вибори та повноваження
Триста депутатів Грецького парламенту обираються строком на 4 роки за пропорційною системою у 48 виборчих округах, 8 одномандатних округах та 1 загальнонаціональним списком. 288 представників визначаються виборчими округами, де виборці віддають свій голос за певну партію. Решта 12 місць парламенту визначаються із загальнонаціонального партійного списку, в залежності від кількості отриманих голосів кожним кандидатом. Висунути свою кандидатуру у депутати може громадянин Греції, що має право голосу та досяг 18-річного віку на дату проведення виборів. Виняток становлять викладачі вищих навчальних закладів та державні службовці, їх кандидатури не можуть бути зареєстрованими навіть якщо вони залишили службу до офіційного подання кандидатури.
Члени Грецького парламенту наділені недоторканістю щодо кримінальної відповідальності, арешту чи затримання. Вони також звільнені від обов'язку звітувати перед будь-якою державною установою стосовно своїх повноважень. Втім збережена відповідальність за громадянськими позовами. Якщо депутат підозрюється у скоєнні кримінального злочину, не націленого на особистість, як наприклад, розкрадання державних коштів, спеціальним судовим засіданням він може бути позбавлений своїх повноважень та відданий правосуддю. Якщо ж імовірним є скоєння вбивства, то рішення про позбавлення конкретної особи депутатської недоторканості виноситься на голосування Грецького парламенту за вимогою прокуратури. У випадку прийняття рішення про зняття недоторканості, воно поширюватиметься лише на цю конкретну кримінальну справу. У тому випадку, якщо представник парламенту був знайдений під час скоєння злочину, подібне слухання парламенту не є обов'язковою процедурою для арешту депутату.

### Результати останніх виборів
Підсумки виборів у Грецький парламент 17 червня 2012 року
| Партія                         | Партія                         | Лідер(и)                       | Голоси    | %        | +/-    | Місця | +/- |
| ------------------------------ | ------------------------------ | ------------------------------ | --------- | -------- | ------ | ----- | --- |
|                                | Нова Демократія                | Антоніс Самарас                | 1,825,609 | 29.66    | +10.81 | 129   | +21 |
|                                | Коаліція радикальних лівих     | Алексіс Ципрас                 | 1,655,053 | 26.89    | +10.11 | 71    | +19 |
|                                | ПАСОК                          | Евангелос Венізелос            | 755,832   | 12.28    | –0.90  | 33    | –8  |
|                                | Незалежні греки                | Панос Камменос                 | 462,456   | 7.51     | –3.09  | 20    | –13 |
|                                | Золотий світанок               | Ніколаос Міхалолякос           | 425,980   | 6.92     | –0.05  | 18    | –3  |
|                                | Демократичні ліві              | Фотіс Кувеліс                  | 385,079   | 6.25     | +0.15  | 17    | –2  |
|                                | Комуністична партія            | Алека Папаріга                 | 277,179   | 4.50     | –4.04  | 12    | –14 |
|                                | Екологи-зелені                 | комітет шістьох                | 54,421    | 0.88     | –2.05  | 0     |     |
|                                | Народний православний заклик   | Георгіос Каратзаферіс          | 97,099    | 1.58     | –1.32  | 0     |     |
| Правильно заповнені бюлетені   | Правильно заповнені бюлетені   | Правильно заповнені бюлетені   | 6,155,527 | 99,01 %  |        |       |     |
| Неправильно заповнені бюлетені | Неправильно заповнені бюлетені | Неправильно заповнені бюлетені | 36,227    | 0.58 %   |        |       |     |
| Порожні бюлетені               | Порожні бюлетені               | Порожні бюлетені               | 25,052    | 0.40 %   |        |       |     |
| Підсумок                       | Підсумок                       | Підсумок                       | 6,296,856 | 100.00 % |        | 300   |     |
| Електорат і явка виборців      | Електорат і явка виборців      | Електорат і явка виборців      | 9,951,970 | 62.47    |        |       |     |
| Примітки                       |                                |                                |           |          |        |       |     |

## Парламентський палац

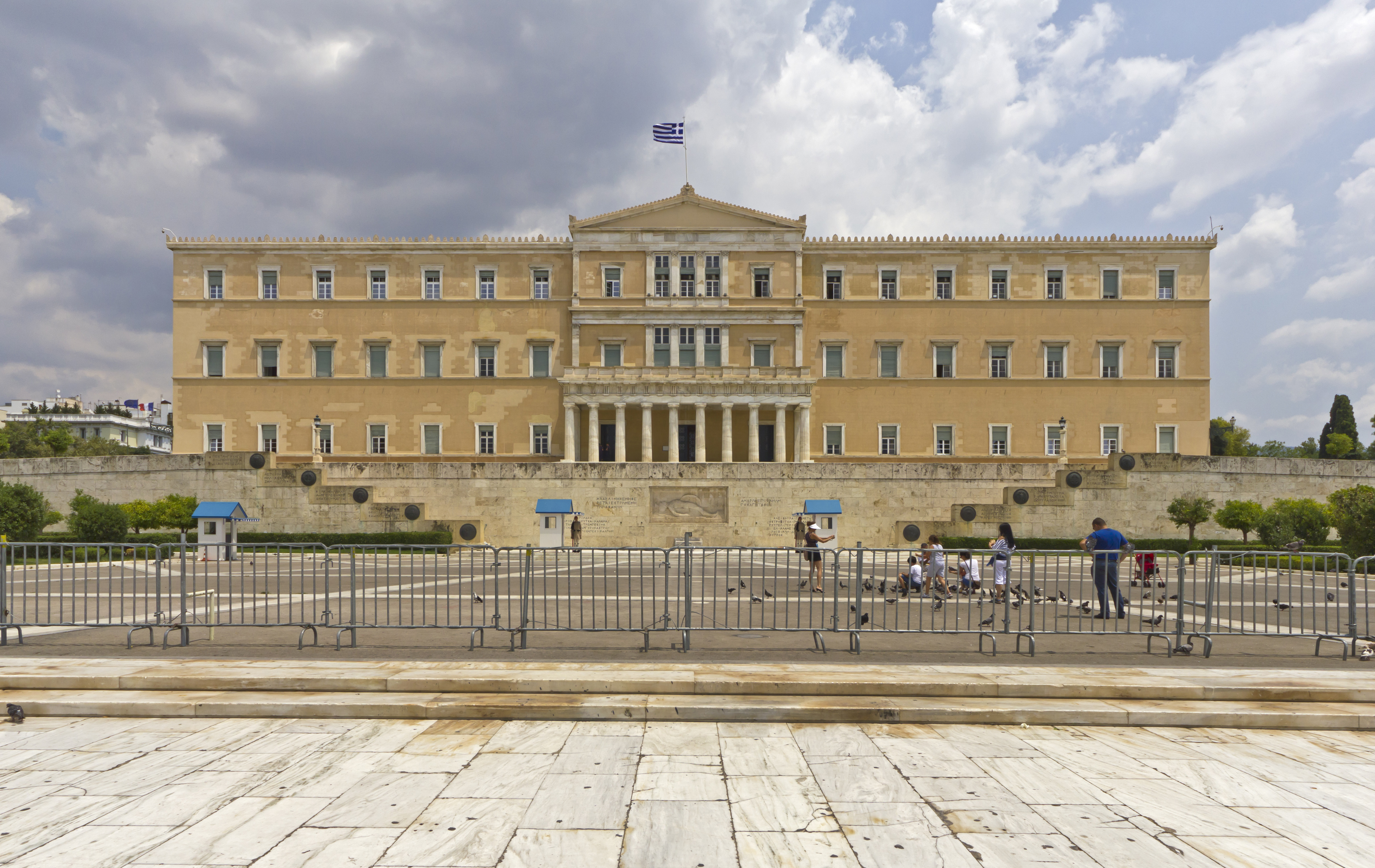
Парламентський палац, проспект Васіліссіс Софіас, 2, Афіни

Первісно парламент розміщувався у садибі афінського магната Александроса Контоставлоса на вулиці Стадіу з 1843 по 1854 та з 1875 до 1932 р. сучасне місцеперебування парламенту — колишній палац першого короля незалежної Греції Оттона. Це триповерхова споруда у неокласичному стилі, зведена 1843 р. за проектом Фрідріха фон Гартнера. Після пожежі 1909 р. розпочався тривалий період реконструкції, хоча монарх із родиною продовжував жити у палаці до 1924 р., коли за рішенням референдуму 25 березня було проголошено Грецьку республіку. Парламентський палац використовувався і як лікарня, і як музей. Проте у листопаді 1929 р. уряд вирішив повернути його парламенту. Навіть коли 1935 р. у греції було відновлено монархію, парламент залишився у своєму палаці.
Для спорудження парламентського палацу використано пурпурно-білий мармур. Головна його зала в плані має форму амфітеатру і складається з п'яти кругових секторів. Кафедра Президії парламенту, крісло спікера виконані із різного дерева. Колонада оточує верхній ярус, який здебільшого приймає гостей засідань. Скляний дах, прикрашений вітражами, забезпечує сесійну залу яскравим денним світлом.
Майже ідентична, проте менших розмірів, зала була побудована на другому поверсі, первісно вона призначалась для другої парламентської палати. Та оскільки її так і не було сформовано, зала використовується для партійних нарад та інших зібрань поза регламентом.
Будівля має два основних входи, офіційним є західний, що виходить на площу Синтагма. Східний вхід виходить до Національного саду. В останні десятиліття майже беззупинно ведуться роботи з модернізації палацу. Так, побудовано підземний паркінг на 800 автомобілів.
1929 року було роозпочато будівництво могили Невідомому солдату (грец. Μνημείο του Αγνώστου Στρατιώτη), задуманий як елемент архітектурного ансамблю Грецького парламенту. Пам'ятник було відкрито 25 березня 1932 року у день незалежності Греції. Відтоді біля нього вартує елітний загон президентської гвардії — евзонів.

## Цікаві факти
Після дострокових виборів 6 травня 2012 року 300 новообраних депутатів склали присягу 17 травня. Однак через те, що лідери політичних партій не змоги домовитися про формування коаліційної більшості та сформувати уряд, вже 18 травня парламент було розпущено і оголошено про проведення повторних дострокових виборів 17 червня 2012 року. Таким чином, Грецький парламент у новому складі проіснував менше однієї доби.